# Zeinab Kamel Ali
Zeinab Kamel Ali là một chính trị gia Djiboutia và là thành viên của ủy ban thường trực của Hội đồng Kinh tế, Xã hội và Văn hóa của Liên minh Châu Phi đại diện cho Đông Phi.